# Rabdophaga viva
Rabdophaga viva är en tvåvingeart som först beskrevs av Wilhelm Ludwig Rapp 1946.  Rabdophaga viva ingår i släktet Rabdophaga och familjen gallmyggor.
Artens utbredningsområde är Illinois. Inga underarter finns listade i Catalogue of Life.